# Силы быстрого реагирования НАТО
Силы быстрого реагирования НАТО (англ. NATO Response Force, NRF) — воинские формирования НАТО, имеющие высокую техническую оснащённость и находящиеся в высокой степени боевой готовности.
Состоят из наземных, воздушных и морских частей, а также сил специального назначения. Предназначены для быстрого размещения в любой точке Земли.

## История создания
Силы реагирования предназначены для оказания оперативной поддержки операциям НАТО. Концепция этих сил была одобрена декларацией встречи глав государств НАТО в Праге 22 ноября 2002 года и утверждена министрами обороны стран Организации Североатлантического договора в июне 2003 года; первый их штаб (NRF-1) был создан в октябре 2003 года в Италии. В соответствии с принципом ротации в 2004 году был создан ещё один штаб (NRF-2) в Португалии.
25 февраля 2022 года на онлайн-заседании лидеров 30 государств Альянса было предложено осуществить развёртывание сил быстрого реагирования НАТО для защиты стран-участниц от возможной агрессии России в ходе вторжения России на Украину в контексте коллективной обороны. 28 февраля решение было оформлено документально. Впервые в истории началась мобилизация войск (хотя реальной угрозы странам-участницам не предполагалось). В боевых операциях СБР задействованы не были. В июне 2022 года Столтенберг заявил о планах увеличить общую численность сил с 40 тыс до 300 тыс человек, развернув боевые группы до уровня дивизий.

## Участие в операциях
На июль 2025 года подразделения сил быстрого реагирования НАТО использовались 4 раза:
- для обеспечения безопасности Летних Олимпийских игр в Афинах в 2004 году;
- во время проведения президентских выборов в Афганистане осенью 2004 года;
- при ликвидации последствий урагана Катрина в августе 2005 года;
- в ходе гуманитарной операции после землетрясения в Пакистане в октябре 2005 года.

## Основные компоненты
- Объединённое командование войсками НАТО (Allied Joint Force Command Brunssum) — Брюнсюм, Нидерланды
  - несколько бригад общей численностью до 25 тысяч человек на ротационной основе;
  - Объединённая оперативная группа повышенной готовности (англ. Very High Readiness Joint Task Force, VJTF), созданная после саммита НАТО в Ньюпорте в 2014 году. Группа состоит из сухопутной бригады численностью около 5 000 человек, частей воздушной и морской поддержки, а также сил специального назначения. В случае кризиса в состав группы будут переданы две дополнительные бригады численностью до 30 000[7].
- Постоянные военно-морские группы НАТО (Standing Nato Maritime Groups): 1-я — Северная Атлантика и Балтийское море; 2-я — Средиземное море
- Соединения ВВС и ПВО, в том числе планируемая система противоракетной обороны „ЕвроПРО“ — Рамштайн-Мизенбах, Германия [8]

Летом 2018 года страны Альянса решили увеличить силы быстрого реагирования ещё на 30 тыс. человек, создав 30 новых батальонов. Также для их оперативной поддержки выделяется несколько сотен новых истребителей и кораблей, плюс планируется усовершенствование наземной инфраструктуры для быстрой транспортировки тяжелой военной техники к местам проводимых манёвров. Ведущая роль в этих планах будет отведена командному центру НАТО по тыловому обеспечению и логистике (Joint Support and Enabling Command, JSEC) в немецком городе Ульм.

## Участие стран, не входящих в НАТО
К силам быстрого реагирования  присоединились Финляндия (2008) и Швеция (2013), тогда ещё не входившие в НАТО. В 2014 году о своём участии в СРН заявили Украина и Грузия.